# The Magnificent Ambersons (2002)
The Magnificent Ambersons (no Brasil A Queda do Poder e em Portugal A Queda do Império Amberson) é um filme de drama de 2002, feito para televisão. O filme é dirigido por Alfonso Arau.

## Enredo
Um rico rapaz, George Amberson, fica horrorizado quando a sua mãe viúva retoma o seu relacionamento com o rico Eugene Morgan, que a deixou décadas antes. Como George luta para sabotar o novo romance da sua mãe, ele tem que lidar com os seus próprios sentimentos românticos para com a filha de Morgan e as consequências da sua intromissão na sua grande família, que cai em ruínas, devido às suas manobras.

## Elenco
- Madeleine Stowe ...  Isabel Amberson Minafer
- Bruce Greenwood ...  Eugene Morgan
- Jonathan Rhys Meyers ...  George Amberson Minafer
- Gretchen Mol ...  Lucy Morgan
- Jennifer Tilly ...  Fanny Minafer
- William Hootkins ...  Tio George
- Dina Merrill ...  Mrs. Johnson
- James Cromwell ...  Major Amberson